# Hard & Ugly
Hard & Ugly – eine Liebesgeschichte (internationaler Titel: Hard & Ugly – a love story) ist der zweite Kinofilm von Malte Wirtz. Der Kinostart ist am 24. August 2017 im Verleih von Deja-vu Film. Der Film beruht auf dem gleichnamigen Theaterstück, das im Februar 2015 im Hebbel am Ufer aufgeführt wurde. Die Weltpremiere fand im Deutschen Filmmuseum im Rahmen des Lichter Filmfest statt.

## Handlung
Et verliert ankündigungslos seinen Job als Fitnesstrainer. Parallel wird Carla von ihrem Verlobten vor die Tür gesetzt. Et ist frustriert von seinem Leben und will ihm auf einer Brücke eine Ende machen, doch Carla kommt dazwischen und hält ihn ab. Sie ziehen zusammen durch die Stadt und Et genießt sein Leben wieder. Später am Abend gehen sie tanzen und Carla zieht mit einem anderen Kerl ab, der Et gegen die Wand stößt, was dazu führt, dass er in ein Krankenhaus muss.
Als Et aus dem Krankenhaus kommt, wird er von seinen beiden Chefs verfolgt, doch sie verhalten sich sonderbar und man weiß nicht, ob sie vielleicht nur eingebildet sind. Am nächsten Tag macht sich Et auf die Suche nach Carla, doch er kann sie nicht finden. Erst am Abend sieht er sie mit dem Typen aus der Disco aus einem Theater kommen. Er bemerkt, dass er nicht die gleiche Bedeutung für sie hatte, wie sie für ihn und er geht alleine weg.

## Hintergrund
Die Dreharbeiten wurden laut Regisseur ohne fertiges Drehbuch begonnen und das Buch wurde während des Drehs fertiggestellt.

## Kritik
Die Frankfurter Allgemeine Zeitung schrieb:

„„Hard & Ugly“, eine schwarzweiße Geschichte vom Glück, das zwischen den Fingern zerrinnt.“

Programmkino.de urteilte:

„So wie seine Hauptfigur entwickelt sich auch der Film selbst, in nicht immer zwingender Szenenabfolge, mit vielen Schlenkern zu Nebenfiguren, Auftritten skurriler Typen die zwar nicht zu einer dichten, klassischen Narration beitragen, aber zu einem angenehm unbestimmten Zeitbild. Nicht an den bekannten Orten und Plätzen des zeitgenössischen Berlins hat Wirtz gedreht, sondern auf U-Bahnhöfen und in Parkanlagen, die abseits der Touristenströme liegen. Ein treffendes Porträt der Stadt und ihrer Bewohner ist ihm mit „Hard & Ugly – Eine Liebesgeschichte“ gelungen, zumindest von einem sehr markanten Typ Mensch, wie er auf diese Art wohl nur im Berlin unserer Zeit existiert.“

Der Filmdienst schrieb:

„Die Großstadt zieht verwirrte junge Männer an. Oder wurden sie erst durch die Großstadt verwirrt? Selbst Woody Allen konnte darauf keine Antwort geben, aber richtig aushalten konnte er es doch nur in New York. Glaubt man dem deutschen Film, leben die meisten Neurotiker in der Hauptstadt. Wo auch sonst? Malte Wirtz, geboren in Marburg, ausgebildet als Regisseur in Passau und schließlich in Berlin gelandet, erzählt in seinem zweiten Spielfilm „Hard & Ugly“ von solchen ziellos durchs Leben mäandernden Leuten. Zum Beispiel von Et (gespielt vom ehemaligen Volksbühnen- und zukünftigen Berliner-Ensemble-Schauspieler Patrick Güldenberg) […] Manchmal rennt Et wie die rothaarige Titelfigur in Tom Tykwers „Lola rennt“ in kurzen, knallig bunten Animationen durch Berlin. Keineswegs zum Selbstzweck, diese Sequenzen treiben das Geschehen voran, transportieren stimmig das Verspielte des Films. Irgendwie hat man das zwar alles schon gesehen, dennoch erzählt der No-Budget-Film so etwas wie eine eigene Geschichte, die der Regisseur überwiegend erst während des Drehens schrieb.“

Der Deutschlandfunk bemerkte:

„Eine Großstadterzählung, die Sie uns da vorlegen mit Ihrer Liebesgeschichte, in der Tradition der modernen Gesellschaftsromane. "Berlin Alexanderplatz" von Döblin fällt mir da ein, "Fabian" von Kästner, tragikomisch. Der Protagonist ist Idealist, er glaubt an die Liebe, daran, dass die Primzahlen selten sind, man das Leben meistens doch durch Zwei teilen kann.“

Die Süddeutsche Zeitung schrieb:

„Malte Wirtz ist ein Theatermensch, er sucht im Kino die Naivität. Das Berliner HAU ist der Sammelpunkt seines Films. Die Stadt ist schönste Abstraktion, so lange man sich auf Distanz hält.“

## Festivals
Hard & Ugly lief unter anderem auf dem Lichter Filmfest und Achtung Berlin – New Berlin Film Award.